# Bok Geo-il
Bok Geo-il (* 20. März 1946 in Asan, Ch'ungch'ŏngnam-do) ist ein südkoreanischer Schriftsteller und Lyriker.

## Leben
Bok Geo-il wurde am 20. März 1946 in Asan, Provinz Süd-Ch'ungch'ŏng geboren. Er machte seinen Abschluss an der betriebswirtschaftlichen Fakultät der Seoul National University und arbeitete in diversen Berufe im Bankwesen, der verarbeitenden Industrie und im Handel, bis er 1987 mit dem Roman Auf der Suche nach der Grabinschrift (비명(碑銘)을 찾아서) debütierte. Im gleichen Jahr wurden seine Gedichte für die Veröffentlichung in einem Magazin vorgeschlagen und im folgenden Jahr veröffentlichte er seine erste Gedichtsammlung Der Herbst von Ojangwŏn (오장원(五丈原)의 가을). Bok ist ein sehr interessen- und facettenreicher Schriftsteller, der damit experimentiert, mithilfe von Science Fiction den Einfluss wissenschaftlicher Innovationen und technologischer Entwicklungen auf das menschliche Leben zu untersuchen.
Sein Werk In Kijich'on im Camp Seneca (캠프 세네카의 기지촌) ist ein Roman über Kijich'on, das Rotlichtviertel rund um die U.S. Militärbasis in Korea. Bok reduziert die politischen oder ideologischen Vorurteile, um den Konflikt zwischen einheimischer und ausländischer Kultur auf möglichst realistische Weise darzustellen, indem er sie mit dem Blick eines unschuldigen Jungen betrachtet. Seit 1994 konzentriert er sich mehr auf literarische Kritik und Essays. Seine Theorie über die Universalisierung des Englischen, wie er sie in seinem Werk Nationalsprache im Zeitalter von internationaler Sprache (국제어 시대의 민족어) aufstellt, war ein stark umstrittenes Thema zu der Zeit.

## Arbeiten

### Koreanisch

#### Romane
- 비명을 찾아서 Auf der Suche nach der Grabinschrift (1987)
- 높은 땅 낮은 이야기 Hohe Erde, flache Erzählung (1988)
- 역사 속의 나그네 Vagabunden der Geschichte (1991)
- 파란 달 아래 Unter dem blauen Mond (1992)
- 캠프 세네카의 기지촌 In Kijich'on im Camp Seneca (1994)
- 마법성의 수호자, 나의 끼끗한 들깨 Der Bewahrer des Zauberschlosses, mein frischer Sesam (2001)
- 숨은 나라의 병아리 마법사 Das Zauberküken aus dem versteckten Land (2005)
- 보이지 않는 손 Unsichtbare Hand (2006)
- 그라운드 제로 Ground Zero (2007)
- 애틋함의 로마 Herzzerreißendes Rom (2008)
- 내 몸 앞의 삶 Das Leben vor meinem Körper (2012)
- 한가로운 걱정들을 직업적으로 하는 사내의 하루 Ein Tag im Leben eines Mannes, der sich professionell müßige Gedanken macht (2014)

#### Gedichtsammlungen
- 오장원의 가을 Der Herbst von Ojangwŏn (1995)

#### Kritische Essays
- 현실과 지향 Realität und Intention (1990)
- 진단과 처방 Diagnose und Rezept (1994)
- 소수를 위한 변명 Die Erklärung für den Dezimalbruch (1997)
- 국제어 시대의 민족어 Nationalsprache im Zeitalter von internationaler Sprache (1998)
- 영어를 공용어로 삼자 Führen wir Englisch als Amtssprache ein! (2003)
- 죽은 자를 위한 변호-21세기의 친일문제 Verteidigung der Toten – das Problem der projapanischen Kollaboration im 21. Jahrhundert (2003)
- 자유주의의 시련 Prüfung des Liberalismus (2009)

### Übersetzungen

#### Englisch
- The Unforgotten War, Stallion Press (2014) ISBN 978-9810787905
- The Jovian Sayings, Stallion Press (2014) ISBN 978-9810787912

## Auszeichnungen
- 2010 – 제21회 시장경제대상 기고문부문 대상 (Marktwirtschaftspreis, Kategorie Wissenschaftliche Beiträge)